# Божићно Острво
Божићно Острво (енгл. Christmas Island) је зависна територија у Индијском океану, 360 километара југозападно од острва Јаве. Административно припада Аустралији, као „спољна територија“. Смештено је на 10°43‘ јгш и 105°60‘ игд.

## Географија
Површина острва је 135 km². Вулканског је порекла и окружено коралним гребеном. Обала је стрма, а у средишту је зараван висине 180-250 метара са највиши врхом Мери Хил (361 м). Клима је тропска са великим утицајем океана. Температура се креће у распону 25-27 °C, током целе године, а просечна количина падавина износи 1.500 милиметара. Већи део острва је прекривен тропском кишном шумом, а у западном делу је и национални парк. Живи свет је разноврстан — крабе, блуне, неколико ендемичних врста, затим пацови и др.

## Становништво
Становништво Божићног острва чине Кинези (70%), Европљани (20%) и Малајци (10%). Према процени из 2009. године, овде живи 1.402 становника, од чега највећи број у насељу Флајинг Фиш Ков, које је уједно и административни и културни центар, основан 1888. године. Енглески језик је званичан, али се у употреби и малајски и кинески. Већина становништва исповеда хришћанство (32%), ислам (30%) и будизам (25%).

## Привреда
Главна занимање становништва је ископавање фосфата и кречњака у унутрашњости острва. Туризам је слабо развијен, будући да су летовалишта отворена 1994. године, већ 1998. затворена због слабог промета и неисплативости. На Божићном острву се налази аеродром преко којег се одржавају редовне линије са Пертом и Џакартом. Лука се користи за утовар фосфата, који је окосница извоза. Инфраструктура је добро изграђена, па постоји око 200 километара путева.

## Историја
Острво је 1863. године на Божић уочио британски капетан Вилијам Мајнорс, па је сходно томе и добило име. Британија је 1888. године присвојила острво и том приликом га и колонизовала. Током 1900. године постало је део Сингапура, а за време Другог светског рата (1939-1945), окупирали су га Јапанци. Аустралија је 1958. године преузела управу над Божићним острвом.